# Dagmarskolen (Ringsted)
Dagmarskolen er en folkeskole, der er beliggende i det centrale Ringsted. 
Skolen blev bygget i perioden 1965-66, og blev taget i brug 12. august 1966. Efterfølgende er den blevet udbygget flere gange, og har i dag ca. 370 elever fordelt på 0. til 6. klasse.
I 1988 fik Dagmarskolen SFO.